# Jakob Awender

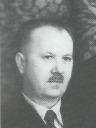
Jakob Awender

Jakob Awender (* 3. Juli 1898 in Istvánfölde, Königreich Ungarn, Österreich-Ungarn; † 14. April 1975 in Freeport, Vereinigte Staaten) war von 1933 bis 1941 Führer der nationalsozialistischen „Erneuerungsbewegung“ im Königreich Jugoslawien.

## Familie
Jakob Awender war der Sohn von Johann Awender und der Christine geb. Bohn und hatte acht Geschwister. Er war verheiratet mit Eva, geb. Saier (14. April 1925 in Graz), mit der er drei Kinder hatte.

## Leben
Awender hatte in Deutschland studiert und sich dort für die nationalsozialistische Idee begeistert, die er bei seiner Heimkehr in das Königreich Jugoslawien in sich trug. Er praktizierte als Zahnarzt in Pančevo (deutsch Pantschowa). Hier etablierte er sich 1933 als Gründer und Führer der nazistischen „Erneuerungsbewegung“, welche die Politik der „volksdeutschen“ Minderheit Jugoslawiens inhaltlich und ästhetisch am Nationalsozialismus und Deutschen Reich auszurichten trachtete.
Als Leiter des örtlichen „Kulturbundes“ und „Herausgeber des Erneuerer“-Presseorgans Pantschowaer Post, später Volksruf, verbreitete er nationalsozialistische Ideen in den deutschen Siedlungsgebieten Jugoslawiens. Er versuchte, durch eine Politik der „Auswechselung“ führender Persönlichkeiten des Schwäbisch-Deutschen Kulturbunds wie Stefan Kraft, Georg Grassl und Bundesobmann Johann Keks maßgebenden Einfluss auf die Führung des Kulturbundes zu gewinnen. Die „Erneuerer“ beschuldigten die Kulturbundführung der Korruption und Ämterhäufung, womit sie große Aufmerksamkeit erregten.
Die Leitung des Bundes verfügte 1935 zeitweilig den Ausschluss Awenders und seiner engsten Mitarbeiter Gustav Halwax und Hans Thurn. Jedoch gewann Awender unter dem Eindruck der „politischen und wirtschaftlichen Erfolge“ des nationalsozialistischen Deutschlands vor allem in der jüngeren Generation zahlreiche Anhänger. Nach dem Rücktritt des Bundesvorstandes 1939 beanspruchte der freimütige Awender den Posten des Bundesobmanns.
Zur Wahrung guter Beziehungen zwischen der Regierung Jugoslawiens und dem Deutschen Reich entschied sich  die Volksdeutsche Mittelstelle (VoMi) jedoch für den als gemäßigt und konsensfähig geltenden Josef Janko, den späteren „Volksgruppenführer“. Nach der deutschen Besetzung Jugoslawiens 1941 wurde Awender zum Präsident der Zentralgenossenschaft Agraria ernannt, die er als NS-Amtswalter in der Banater „Volksgruppenführung“ bis 1944 leitete.
Nachdem die Rote Armee die Karpaten überschritten hatte, erhielt Awender von Janko den Auftrag, die Evakuierung der deutschen Bevölkerung vorzubereiten. Nach Kriegsende begab er sich in die Vereinigten Staaten und entzog sich so einer Strafverfolgung. Hier war er als Schriftleiter der Nachrichten für die Donauschwaben in Nordamerika, Chicago tätig. Er unterstützte Sepp Janko bei der Abfassung seines Buches Weg und Ende der deutschen Volksgruppe in Jugoslavien.
Awender verstarb 1975 in Freeport, Illinois, wo er auf dem Friedhof Oakland Cemetery beerdigt wurde.

## Veröffentlichungen
- Das serbische Banat wirtschaftlich gesehen 1941–1943. In: OST-DOK. 16/4.